# Schietincident in Hebron op 24 maart 2016
Het schietincident in Hebron vond plaats op 24 maart 2016 in het Palestijnse Hebron. Het vond plaats op de dag dat Joden in de stad Poerim vierden, maar was tevens de Poerimdag waarop in 1994 een bloedbad werd aangericht in de Ibrahimi-moskee in Hebron.

## Beschrijving en afwikkeling
Op 24 maart 2016 vielen twee Palestijnen in Hebron een Israëlische militaire post bij Tel Rumeida aan en verwondden daarbij met een mes een Israëlische soldaat. Beide mannen werden neergeschoten, waarbij een van hen werd gedood en de ander, Abdel Fattah al-Sharif, zwaargewond. Terwijl Al-Sharif bewegingloos op de grond lag, werd hij door een Israëlische soldaat, Elor Azaria, door het hoofd geschoten, met de dood ten gevolge. Brigadier generaal Almoz verklaarde dat het incident verder onderzocht zou worden. Defensieminister Moshe Ya'alon noemde het een zeer ernstige zaak, volledig in strijd met de waarden en gevechtsmoraal van het IDF. Ook zou onderzocht worden waarom men de gewonden minutenlang op de grond had laten liggen zonder eerste hulp of medische behandeling zoals het IDF voorschrijft.
Op nieuwe video's, onder meer tijdens de verhoren getoond, tonen aan dat een, bij het incident aanwezige, bekende Joodse kolonist in Hebron, Ofer Ohana, die de ambulance bestuurde, een mes dichter bij het lichaam van de gedode Palestijn schoof. Een aanvullende video toonde dat na de aanslag Azaria en de extreem-rechtse rabbijn, de in Hebron wonende kolonist Baruch Marzel, elkaar de hand schudden.

## Veroordeling
Azaria werd aanvankelijk voor 'moord', later voor 'doodslag' veroordeeld tot 18 maanden gevangenisstraf. Later werd deze straf teruggebracht tot 14 maanden. Azaria kreeg steun van politici, onder wie premier Benjamin Netanyahu en diverse ministers op grond van 'de algemene publieke opinie'. Baruch Marzel drong er bij de Israëlische strijdkrachten op aan om Palestijnen, die tijdens een verzets-aanval gewond raken, 'af te maken' door hen geen eerste hulp te geven maar ze te laten doodbloeden.

## Vrijlating en reacties
In maart 2018 werd bekendgemaakt dat Azaria in mei zou worden vrijgelaten wanneer hij de helft, 9 maanden, van zijn straf had uitgezeten. Hij had tijdens de verhoren geen spijt getoond van zijn daad.
Na zijn vrijlating op 8 mei werd Azaria omringd en verwelkomd door aanhangers en politici. In de Israëlische nederzetting in Hebron werd hij onthaald door onder meer Baruch Marzel. Hij verklaarde geen spijt te hebben van zijn daad en het precies zo weer te doen.
Knessetlid Ahmad Tibi van de Gezamenlijke Lijst achtte de Israëlische ministers en politici niet minder verantwoordelijk dan de schutter, en hij hield Netanyahu persoonlijk verantwoordelijk voor deze moord. Hij benadrukte dat dit incident gedocumenteerd was, maar dat er vele zijn die niet gedocumenteerd worden.
In februari 2019 gebruikte Likoed Knessetlid Yaron Mazuz (de controversiële bekendheid van) Elor Azaria voor zijn  verkiezingscampagne door met hem op de foto te gaan en die op Facebook te plaatsen.